# シーボルトミミズ
シーボルトミミズ Pheretima sieboldi (Horst) は、日本産の大型ミミズで、日本最大のミミズの一つと言われる。濃紺色のミミズである。

## 概説
シーボルトミミズは、西日本の山林に生息するミミズで、体が大きく、青紫色の光沢を持つ。また地表にでてくることがよくあるため、人目を引くものである。名前はフィリップ・フランツ・フォン・シーボルトが持ち帰った標本によって記載されたことにちなむ。大きくて目立つため、各地で方言名も存在する。ウナギ釣りの餌に使われることもある。

## 特徴
日本におけるミミズの最大種の一つであり、体長は時に40cmにも達する。体長は247-280mmで体幅14-15mm、体節の数は135-152に達する。生きている時は濃紺色をしており、ホルマリン固定すると鮮灰色になる。受精嚢は第6節から9節までの節間に3対あるが、その開口は小さい。環帯は第14-16節に当たり、14節の腹面中央に雌性生殖孔があるが、小さい。18節腹面両端がやや膨らんで、そこに雄性生殖孔が開く。

## 大きさについて
本種は日本最大のミミズの一つとされる。原記載では体長27cm、体の周囲3cmとあり、渡辺(2003)は体長30cm、太さ1.5cm、重量は彼の測定した最大値で45gであったとのこと。ただし本種を上回る大きさのミミズは知られており、奈良県十津川村などで体長45-50cm、体重59gというピンク色のミミズが採集記録され、ナラオオミミズとの呼称もある。ほかにも類似の報告があり、本種より大きいかもしれないものが2種はあるという。ただし正式に記載されてはいない様子である。
ちなみに長さだけなら本種より大きいものははっきりしており、ハッタジュズイミミズは標本による記載では体長24.6cmと本種より小さい。が、この種はぶら下げたり引っ張ったりするととてもよく伸びて60cm以上にもなる。

## 分布
日本南部の山間部に生息する。日本固有種である。
中部地方以西の太平洋側に分布し、紀伊半島、四国、九州南部では比較的普通に見られるが、屋久島や沖縄には見られない。

## 生態
山地の森林に生息する。地中に生息するが、地表に出てくることもよくある。地上での動きは意外に素早い。
生活史については、寿命は卵の時期を含めて3年であるとされる。産卵は夏期に行われ、卵の状態で1年目の冬を越え、翌年初夏に新しい個体が出現し、成長して2年目の冬を越える。そして3年目に成熟個体が産卵すると、そのまま死亡する。
ここで興味深いのは、同一地域ではこれが全ての個体で同期しており、その地域の個体は全て同じ世代に属する。つまり産卵が行われるのは毎年でなく、しかもその年の冬から翌年の春には、わずかな例外を除いてはこの種の個体が見られない時期がある。
これはあまり普通のことではなく、たとえばアブラゼミは6年の寿命があるが、実際には毎年出現する。これは寿命に若干の揺れがあることと、毎年別の世代が出現することによるとされる。他方、ジュウシチネンゼミは成虫が17年おきにしか出現しない。シーボルトミミズでは後者のような形になっているわけである。
また、季節によって大きく移動することも知られている。夏場には尾根筋から斜面にかけて広く散らばって生活するのに対して、それらの個体全てが越冬時には谷底に集まる。つまり、春には谷から斜面に向けて、秋には斜面から谷底に向けて移動が行われる。
これに関わってか、本種が身体の前半を持ち上げるようにして斜面を次々に滑り降りる様や、林道の側溝に多数がうじゃうじゃと集まっている様子などがしばしば目撃され、地元の話題になることなどがある。
このような現象の理由や意義は明らかにされていないが、塚本は天敵であるだろう食虫類は常時多量の餌を求めることから、このような習性はこの種の現存量が一定しないだけでなく、大きな空白期間を作ることになるので、この種を主要な餌として頼れない状況を作ること、また同じく天敵となるイノシシに対してはその居場所が一定しないことになるので餌採集の場所を学習することを困難にしているのではないかとほのめかしている。
渡辺(2003)は本種が粘液を噴射する能力のあることを記している。それによると著者は京都大学芦生演習林で本種を見つけた際に素手で掴んだところ、ミルクのような白い液が飛び出し、顔や眼鏡にかかったという。恐らくは背孔から発射されたものと思われ、タオルで拭った後には特に変化はなかったという。国外ではミミズにそのような能力がある例が幾つか知られ、例えばオーストラリアの Didynogaster sylvaticus はフンシャミミズの名で呼ばれ、別名を「水鉄砲ミミズ」と言い、時に粘液を60cmも飛ばすという。本種では他に聞く話ではないので、本種にその能力はあるもののいつも使うわけではないのだと思われる。

## 名称について
和名および学名は江戸時代に来日して多くの資料を持ち帰ったフィリップ・フランツ・フォン・シーボルトにちなむ。彼がこれをライデン博物館に持ち帰り、それを研究したHorstが彼に献名したものである。ただし正確な採集地は記載されていない。これは日本産のミミズに初めて学名が与えられたものである。
山ミミズなどの異名も知られる。なお、目立つものであるためか各地に方言名が多く残っている。四国ではカンタロウと言われることがあちこちに記されている。和歌山県でもカンタロウと呼ばれる他、カブラタとの呼称も知られる。